# Nils von Lantinghausen von Höpken

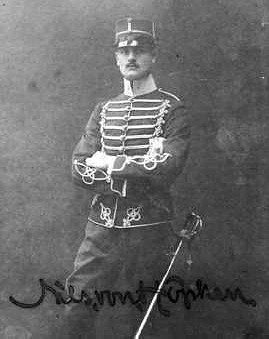
Nils von Höpken.

Nils von Lantinghausen von Höpken, född 1 april 1876 på Bogesunds slott, död 15 juni 1952 i Stockholm, var en svensk friherre och militär.
Han var siste innehavare av fideikommissen Bogesund och Frösvik, vilka på grund av vanvård år 1946 inlöstes av staten.

## Biografi

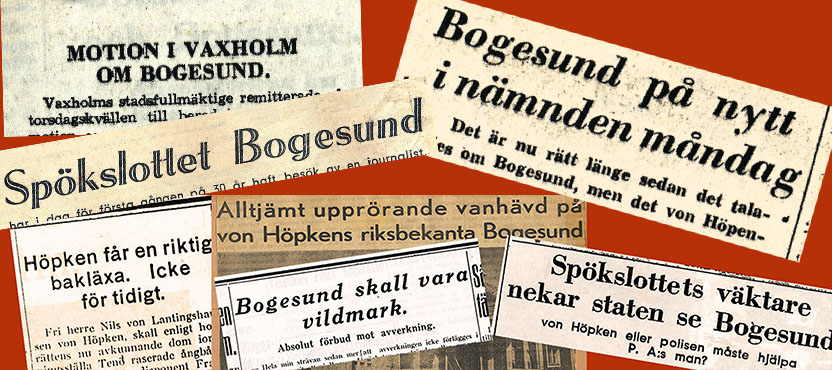
Tidningsrubriker om vanvården på Bogesund.

Nils von Lantinghausen von Höpken var son till Nils Albrekt Stefan von Lantingshausen von Höpken och Greta Dahlqvist. Han avlade mogenhetsexamen 1897 och blev volontär vid Livregementets husarer 1898. Reservofficersexamen följde år 1900. Han tog avsked 1912 med tillstånd att inträda som löjtnant i regementets reserv. Han gifte sig 1938 i Nelstone, England, med Karin Teresia Elida Hjelm. Äktenskapet förblev barnlöst varför han var släkten von Lantinghausen von Höpkens sista manliga medlem.
År 1906 ärvde han bland annat fideikommissegendomarna Bogesunds slott och Frösvik på Bogesundslandet samt en hyresfastighet på Blasieholmen i Stockholm. Själv bodde han i sin stora våning på Strandvägen 1 i Stockholm. Han blev känd i samband med Lex Bogesund som kom till 1946 sedan svenska staten ansåg att Nils von Lantinghausen von Höpken hade vanvårdat egendomarna Bogesund och Frösvik. Staten exproprierade 1946 fideikommissen Bogesund och Frösvik och Nils von Lantingshausen von Höpken fick 11,6 miljoner kronor för egendomen som omfattade 3 364 hektar jord och skog med tillhörande slott, arrendegårdar och torp.